# Ефимова, Вера Григорьевна
Вера Григорьевна Ефимова — советский хозяйственный, государственный и политический деятель, организатор здравоохранения.

## Биография
Родилась в селе Икково Чебоксарского уезда в 1911 году. Окончила лечебный факультет Казанского медицинского института (1933). 
После окончания института направлена работать врачом-невропатологом в Чебоксарскую городскую больницу.
В 1933—1941 годах — врач-невропатолог, заведующая отделением в Чебоксарской городской больнице, заведующая Чебоксарским горздравотделом. 
В годы Великой Отечественной войны служила начальником эвакогоспиталя №3056, который формировался и функционировал в Чебоксарах (1941—1945). 
В 1945—1973 годах — заместитель министра, министр здравоохранения Чувашской АССР, заместитель главного врача Республиканской клинической больницы № 1 по поликлинике.
Избиралась депутатом Верховного Совета СССР 3-го и 4-го созывов.
Умерла в Чебоксарах в 1996 году, похоронена на городском кладбище № 2.

## Звания и награды
- Заслуженный врач РСФСР (1960).
- Орден Ленина (1966),
- Орден Трудового Красного Знамени (дважды: 1945, 1961)[4],
- медали: «За трудовую доблесть»,
- Почётная грамота Президиума Верховного Совета Чувашской АССР (дважды: 1971, 1980)[5][6],
- Почётная грамота Президиума Верховного Совета РСФСР,
- Почётная грамота Минздрава СССР,
- Персональный пенсионер союзного значения[6].